# Gustav 5. af Sverige
Gustav 5. (Oscar Gustaf Adolf; født 16. juni 1858, død 29. oktober 1950) var konge af Sverige fra 1907 til 1950. Han var den femte svenske monark af Huset Bernadotte.
Han var søn af Oscar 2. af Sverige og Sophie af Nassau. Gustav 5. var den sidste monark i Sverige som åbent agerede politisk, og som tvang en regering til at gå af, hvilket han gjorde delvis gennem den såkaldte borggårdstale og ved at tage initiativ til de såkaldte trekongermøder under Første Verdenskrig.
Gustav 5. er oldefar til Kong Carl 16. Gustaf af Sverige og Dronning Margrethe 2. af Danmark.

## Regeringstid
Den 8. december 1907 efterfulgte Gustav 5. sin far som Sveriges konge. På eget initiativ meddelte han, at han som den første svenske monark ikke skulle krones. Hans lange regeringstid blev præget af betydelige sociale forandringer, teknologiske opfindelser og nye videnskabelige fund, som skabte et helt andet verdensbillede og rolle for monarken.
Gustav 5. var den sidste monark i Sverige som åbent agerede politisk, og som tvang en regering til at gå af, hvilket han gjorde delvis gennem den såkaldte borggårdstale i 1914, der medførte at statsminister Karl Staaff gik af.
Ved 1. verdenskrigs udbrud i 1914 deltog Gustav 5. den 18.-19. december 1914 i det såkaldte trekongermøde i Malmø sammen kong Christian 10. af Danmark og kong Haakon 7. af Norge for at drøfte de nordiske landes neutralitet.

### Død og begravelse
Kong Gustav 5. døde 92 år gammel den 29. oktober 1950 på Drottningholm Slot på øen Lovön i Mälaren udenfor Stockholm efter en regeringstid på knap 43 år. Han blev gravsat i Bernadotternes gravkapel i Riddarholmskirken, den traditionelle gravkirke for de svenske konger på øen Riddarholmen i Stockholm. Han blev efterfulgt som konge af sin ældste søn, Kronprins Gustav Adolf, der besteg tronen som Kong Gustav 6. Adolf.

## Personlige interesser
Gustav 5. var en ivrig tennisspiller, og under pseudonymet Mr. G. blev han internationalt kendt og blev i 1980 optaget i the International Tennis Hall of Fame.

## Kunstneriske gengivelser
Han spilles af Staffan Göthe (sv) i den svensk-produceret drama-miniserie på fire afsnit En kunglig affär (sv) fra 2021 instrueret af Lisa James Larsson (sv), som omhandler Haijby-skandalen (sv) i 1950'erne.

## Titler, prædikater og æresbevisninger

### Fuld officiel titel
Gustav 5.'s fulde officielle titel i perioden som monark var:
- 1907–1950: Med Guds Nåde Sveriges, Vendernes og Goternes Konge.[3]

### Hædersbevisninger og ordener

#### Svenske dekorationer
- Sverige: Ridder og kommandør af Serafimerordenen (S.Sph.)  (1858)

#### Udenlandske dekorationer
- Danmark: Ridder af Elefantordenen (R.E.)  (1874)
- Danmark: Storkommandør af Dannebrogordenen (S.Kmd.)  (1945)
- Norge: Ridder af Den Norske Løve  (1904)
- Storbritannien: Ridder af Hosebåndsordenen  (1905)

## Ægteskab og børn
Gustav 5. giftede sig den 20. september 1881 i slotskirken på Karlsruhe Slot med Prinsesse Victoria af Baden, eneste datter af Storhertug Frederik 1. af Baden og Prinsesse Louise af Preussen. De fik tre børn:
| Portræt               | Navn                                                                   | Født                  | Død                   | Gift med                                                                                         | Børn |
| Med Victoria af Baden | Med Victoria af Baden                                                  | Med Victoria af Baden | Med Victoria af Baden | Med Victoria af Baden                                                                            | Med Victoria af Baden |
| --------------------- | ---------------------------------------------------------------------- | --------------------- | --------------------- | ------------------------------------------------------------------------------------------------ | --- |
|                       | Gustav 6. Adolf Sveriges Konge Oscar Fredrik Wilhelm Olaf Gustaf Adolf | 11. november 1882     | 15. september 1973    | Margaret Prinsesse af Connaught gift 15. juni 1905 Lady Louise Mountbatten gift 3. november 1923 | - Arveprins Gustav Adolf, Hertug af Västerbotten - Sigvard Bernadotte, Greve af Wisborg - Ingrid, Dronning af Danmark - Prins Bertil, Hertug af Halland - Carl Johan Bernadotte, Greve af Wisborg |
|                       | Prins Wilhelm Hertug af Södermanland Carl Wilhelm Ludvig               | 17. juni 1884         | 5. juni 1965          | Maria Pavlovna Storfyrstinde af Rusland gift 3. maj 1908 skilt 13. marts 1914                    | - Lennart Bernadotte, Greve af Wisborg |
|                       | Prins Erik Hertug af Västmanland Erik Gustaf Ludvig Albert             | 20. april 1889        | 20. september 1918    |                                                                                                  | |